# 앰벌리 자작 존 러셀
앰벌리 자작 존 러셀(영어: John Russell, Viscount Amberley, 1842년 12월 10일 ~ 1876년 1월 9일)은 영국의 정치인, 작가이다. 영국 수상을 두 차례 역임한 제1대 러셀 백작 존 러셀의 장남이며, 수리철학자 제3대 러셀 백작 버트런드 러셀의 아버지이다. 당시 기준으로 매우 삐딱한 사람이었는데, 여성의 피임과 참정권을 열렬히 지지하여 짧은 정치인생동안 자유당 당원으로서 여권문제 해결에 노력했다. 자녀들의 가정교사로 들어와 있던 생물학자 더글러스 스팰딩과 자기 아내가 바람이 나자 토론 끝에 두 사람이 성관계를 하며 살아도 좋다고 허락하는 등 파격적인 삶을 살았다.
1876년 기관지염으로 요절했으며 먼저 죽은 아내 옆에 묻혔다.